# Arkadiusz Nowinowski
Arkadiusz Nowinowski (10 settembre 1977) è uno schermidore polacco, specializzato nella sciabola. Ha vinto una medaglia d'argento ai Campionati mondiali di scherma.